# Etmopterus pycnolepis
Etmopterus pycnolepis és una espècie de peix marí de la família dels dalàtids i de l'ordre dels esqualiforms. És ovovivípar.
És un peix marí d'aigües profundes que viu fins als 350 m de fondària. Es troba al sud-est del Pacífic.